# كأس يوغوسلافيا 1976–77
كأس يوغوسلافيا 1976–77 هو الموسم 29 من كأس يوغوسلافيا. أشرف على تنظيمه اتحاد صربيا لكرة القدم، وفاز فيه هايدوك سبليت.